# Gyllenskölding
Gyllenskölding (Pluteus chrysophaeus) är en svampart som först beskrevs av Jakob Christan Schaeffer, och fick sitt nu gällande namn av Lucien Quélet 1872. Gyllenskölding ingår i släktet Pluteus och familjen Pluteaceae.  Arten är reproducerande i Sverige. Inga underarter finns listade i Catalogue of Life.